# Tedania galapagensis
Tedania galapagensis är en svampdjursart som beskrevs av Desqueyroux-Faúndez och van Soest 1996. Tedania galapagensis ingår i släktet Tedania och familjen Tedaniidae. Inga underarter finns listade i Catalogue of Life.